# Cláudia Tajes
Claudia Tajes (Porto Alegre, 12 de maio de 1963) é uma escritora brasileira.

## Carreira
Trabalha em criação publicitária e foi colunista no jornal Zero Hora de julho de 2010 a abril de 2024. Também escreveu roteiros para televisão, além de já ter dez livros publicados.
Teve obras publicadas na França (nas antologias de contos Je suis toujours favela e Le football au Brésil, ambas publicadas pela editora Anacaona), na Croácia (A Vida Sexual da Mulher Feia), na Itália (A Vida Sexual da Mulher Feia e Louca por Homem) e em Portugal (Louca por Homem).

## Obras
- Dez (Quase) Amores (L&PM, 2002)
- Dores, Amores e Assemelhados (L&PM, 2002)
- Vida Dura (L&PM)
- As Pernas de Úrsula (2001)
- A Vida Sexual da Mulher Feia (2005)
- Louca por Homem (2007)
- Só as mulheres e as baratas sobreviverão (L&PM, 2010)[4]
- Por Isso Eu Sou Vingativa (L&PM, 2011)[5]
- Sangue Quente - contos com alguma raiva (primeiro livro de contos) (L&PM Editores, 2013)
- Macha, (L&PM, 2019)

## Trabalhos na TV
| Ano  | Título            | Escalação    | Parceiros Titulares              | Emissora   |
| ---- | ----------------- | ------------ | -------------------------------- | ---------- |
| 2025 | Guerreiros do Sol | colaboradora | George Moura e Sergio Goldenberg | Globoplay  |
| 2015 | Chapa Quente      | roteirista   | Cláudio Paiva                    | Rede Globo |
| 2016 | Êta Mundo Bom!    | colaboradora | Walcyr Carrasco                  | Rede Globo |